# Kimishige Ishizaka
Kimishige „Kimi” Ishizaka (jap. 石坂 公成 Ishizaka Kimishige; ur. 3 grudnia 1925 w Tokio, zm. 6 lipca 2018 w Yamagacie) – japoński naukowiec, immunolog, który prowadził badania nad przeciwciałami (immunoglobulinami). W 1966 roku odkrył klasę przeciwciał – immunoglobuliny E (IgE), co stało się przełomem w poznaniu zjawisk u podłoża alergii.
W 1973 roku otrzymał Gairdner Foundation International Award, a w 2000 roku Nagrodę Japońską za swoje dokonania w dziedzinie immunologii. W 1983 roku został wybrany członkiem amerykańskiej National Academy of Sciences. Jednym z jego uczniów jest Tadamitsu Kishimoto, z którym pracował w Johns Hopkins University. Prace naukowe, prowadził przede wszystkim we współpracy ze swoją żoną, Teruko (Terry).

## Życiorys
Ishizaka dyplom lekarski i tytuł doktora uzyskał na Uniwersytecie Tokijskim. W latach 1953–1962 był kierownikiem pracowni immunoserologii wydziału badań serologicznych w japońskim Narodowym Instytucie Zdrowia. W tym czasie spędził dwa lata na stażu naukowym na amerykańskiej uczelni Caltech (1957–1959).
Osiadł na stałe w Stanach Zjednoczonych w 1962 roku, kiedy objął stanowisko profesora w katedrze mikrobiologii na University of Colorado Medical School, a także kierownika immunologii w związanym z tą uczelnią szpitalu i instytucie naukowym zajmującym się badaniami nad astmą dziecięcą. Został awansowany do stopnia profesora nadzwyczajnego w 1965 roku. To właśnie podczas pracy w Denver, dokonał odkryć dotyczących IgE i jej interakcji z komórkami tucznymi.
W 1970 roku Ishizaka został mianowany profesorem w katedrze medycyny i mikrobiologii w Johns Hopkins University Medical School w Baltimore, a także profesorem w katedrze biologii w Faculty of Arts and Sciences. Pracował tam do 1989 roku, kiedy przeniósł się do nowo powstałego La Jolla Institute for Allergy and Immunology w La Jolla, który został założony przy wsparciu finansowym Kirin Brewery Company. Początkowo pełnił funkcję dyrektora naukowego, a od 1990 roku dyrektora tego instytutu.
W 1996 roku przeszedł na emeryturę i powrócił do Japonii.

## Nagrody i wyróżnienia
Ishizaka otrzymał wiele nagród w uznaniu dorobku naukowego w dziedzinie alergologii i immunologii. W 1972 roku otrzymał Nagrodę Fundacji Passano, a w 1973 roku niemiecką nagrodę Paul-Ehrlich-und-Ludwig-Darmstaedter-Preis. W 1973 roku przyznano mu prestiżową Gairdner Foundation International Award, a także Takeda Medical Award i Scientific Achievement Award of the International Association of Allergology. W 1974 roku otrzymał Nagrodę Asahi, Emperor’s Award nadawaną przez Japan Academy oraz japoński Order Zasługi. W 2000 roku przyznano mu Nagrodę Japońską za dokonania w dziedzinie immunologii.